# Oeneis ivallda
Oeneis ivallda är en fjärilsart som beskrevs av Mead 1878. Oeneis ivallda ingår i släktet Oeneis och familjen praktfjärilar. Inga underarter finns listade i Catalogue of Life.